# Antonio Medina Allende
Antonio Medina Allende (Córdoba, 18 de abril de 1895 - ibídem, 7 de abril de 1963) fue un ingeniero geógrafo e ingeniero civil, destacado como dirigente político radical argentino, que fue candidato a Gobernador de Córdoba en las elecciones del 24 de febrero de 1946.

## El dirigente radical
Con 17 años de edad, se afilió a la Unión Cívica Radical de Córdoba. Se convirtió en un militante estudiantil reformista de gran significación —dirigió la Revista del Centro de Estudiantes de Ingeniería y fue tesorero de la Federación Universitaria de Córdoba—, [cita requerida]siendo uno de los firmantes del Manifiesto Liminar. En 1917 obtuvo el título de ingeniero geógrafo y al año siguiente el de ingeniero civil. 
Convertido en un docente universitario y profesional de renombre, fue designado titular de la Dirección General de Vialidad desde 1928 hasta 1930, depuesto del cargo por las autoridades militares tras el golpe de Estado del 6 de septiembre. [cita requerida]En 1936, el gobernador Amadeo Sabattini lo designó Ministro de Obras Públicas.
El ministro Medina Allende creó organismos fundamentales como las direcciones de Minas y la de Hidráulica desde la que se impulsaron iniciativas para la construcción de diques, escuelas, dispensarios, establecimientos de utilidad pública y la promoción del turismo y la agricultura.[cita requerida]

## Candidato a Gobernador en 1946
A posterior de la movilización popular del 17 de octubre de 1945, el gobierno nacional de facto convocó a Elecciones Generales de Autoridades Públicas para el 24 de febrero de 1946. Medina Allende estaba enrolado en la corriente radical sabattinista. Esta facción política, detentaba el control de la Unión Cívica Radical de Córdoba y se oponía a los intentos de alianzas políticas en el orden nacional; tanto con líderes militares de la era del fraude —la Unión Cívica Radical Junta Renovadora había apoyado las candidaturas de Agustín P. Justo en 1942—; como con los partidos de izquierda, a quienes Amadeo Sabattini llamó portadores de "doctrinas económicas o principios científicos extraños a nuestra constitución social y política".
Así las cosas, se realizaron comicios internos el 16 de diciembre de 1945 en los que fueron elegidos el ex Vicegobernador de Córdoba Arturo Illia, presidente del Comité Central de la Provincia, y Antonio Medina Allende, candidato a gobernador; derrotando a Mauricio Yadarola, de la corriente "Núcleo Principista y Democrático" —denominada "unionista"—, quien solo se impuso en los departamentos Río Cuarto y San Javier. De esa forma, la coalición Unión Democrática no se constituyó en Córdoba por la cerrada oposición de las nuevas autoridades del Comité provincial de la Unión Cívica Radical.
Los radicales cordobeses, a pesar del prestigio social de Amadeo Sabattini, no pudieron contener los vientos de cambio impulsados por fenómeno político de Juan D. Perón. En una de las votaciones más reñidas de la historia de la Provincia de Córdoba, el exdirigente radical Argentino Auchter, candidato de la coalición peronista Unión Cívica Radical Junta Renovadora - Partido Laborista, derrotó a Antonio Medina Allende por 118.660 a 118.477 votos. Los resultados en el Departamento Unión dieron la victoria al candidato peronista, con una Unión Cívica Radical retrocediendo en más de dos mil votos respecto de la elección provincial del 10 de marzo de 1940.
Luego de la elección a gobernador, Medina Allende fue candidato a diputado nacional en las Elecciones legislativas de Argentina de 1948 pero no fue electo.

## El dirigente social
Medina Allende no se limitó a la política y al ejercicio de su profesión, además de integrar varias organizaciones, fue presidente del Automóvil Club Argentino y de la Liga Cordobesa de Fútbol.

## Historia electoral
Resultados electorales
- 24/02/1946 Elección para gobernador y vice

| Formula                              | Partido/Alianza                                         | Votos   |
| ------------------------------------ | ------------------------------------------------------- | ------- |
| Argentino Auchter - Ramón Asís       | Unión Cívica Radical Junta Renovadora Partido Laborista | 118.660 |
| Antonio Medina Allende - Juan Irós   | Unión Cívica Radical                                    | 118.477 |
| Rodolfo Martinez - Octavio Capdevila | Partido Demócrata de Córdoba                            | 64.465  |
| Ramón A. Contreras - Manzanelli      | Partido Comunista                                       | 4.288   |
| Arturo Orgaz - Juan Pressaco         | Partido Socialista                                      | 3.514   |